# Olympische Sommerspiele 1932/Leichtathletik – 200 m (Männer)
Der 200-Meter-Lauf der Männer bei den Olympischen Spielen 1932 in Los Angeles wurde am 2. und 3. August 1932 im Los Angeles Memorial Coliseum ausgetragen. 25 Athleten nahmen teil. Erstmals kamen bei Olympischen Spielen Startpistolen, elektronische Zeitnahme und Zielfotos zum Einsatz, die elektronische Zeitnahme allerdings nur inoffiziell.
Die US-Mannschaft konnte einen Dreifacherfolg feiern. Eddie Tolan gewann die Goldmedaille vor seinen Landsleuten George Simpson und Ralph Metcalfe.

## Rekorde

### Bestehende Rekorde

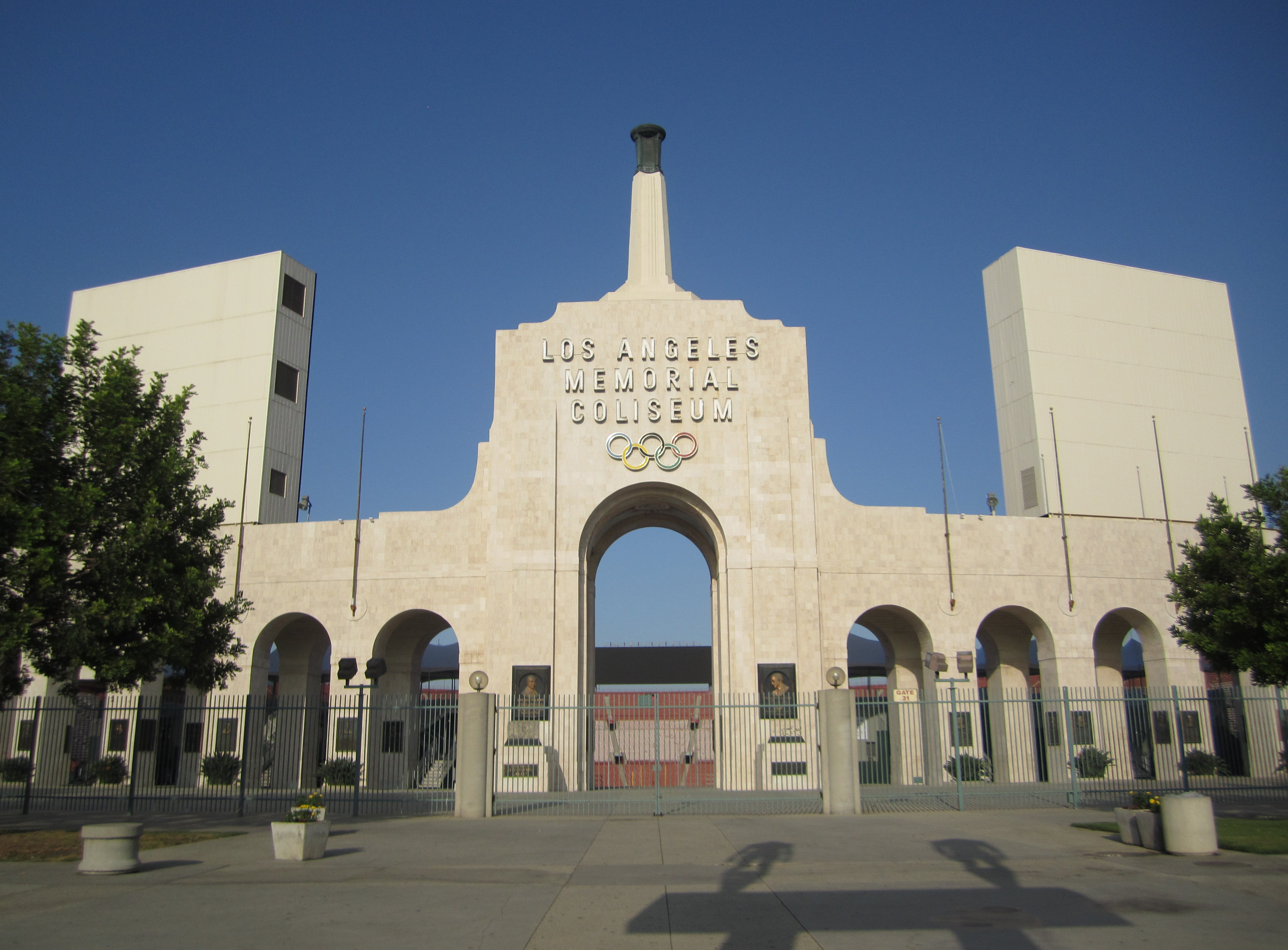
Eingang zum Los Angeles Memorial Coliseum

Der Weltrekord über 200 Meter wurde noch bis 1951 nur inoffiziell geführt.
| Weltrekord (inoffiziell) | 20,6 s (Bahn mit gerader Strecke, 220 Yards = 201,168 m) | Roland Locke ( USA)              | Lincoln, USA                            | 1. Mai 1926     |
| Weltrekord (inoffiziell) | 21,0 s (volle Kurve)                                     | Charles Paddock ( USA)           | Paris, Frankreich                       | 6. Mai 1923     |
| Olympischer Rekord       | 21,6 s (Bahn mit gerader Strecke)                        | Archie Hahn ( USA)               | Finale OS St. Louis, USA                | 31. August 1904 |
| Olympischer Rekord       | 21,6 s (volle Kurve)                                     | Jackson Scholz ( USA)            | Finale OS Paris, Frankreich             | 9. Juli 1924    |
| Olympischer Rekord       | 21,6 s (volle Kurve)                                     | Helmut Körnig ( Deutsches Reich) | Viertelfinale OS Amsterdam, Niederlande | 31. Juli 1928   |

### Rekordverbesserungen / -egalisierungen
Der bestehende olympische Rekord wurde fünfmal egalisiert oder verbessert:
- 21,5 s – Ralph Metcalfe (USA), erstes Viertelfinale am 2. August
- 21,5 s (egalisiert) – Eddie Tolan (USA), zweites Viertelfinale am 2. August
- 21,4 s – Carlos Bianchi (Argentinien), drittes Viertelfinale am 2. August
- 21,4 s (egalisiert) – Arthur Jonath (Deutsches Reich), viertes Viertelfinale am 2. August
- 21,2 s – Eddie Tolan (USA), Finale am 3. August

## Durchführung des Wettbewerbs
Am 2. August traten die Läufer zu sieben Vorläufen an. Die jeweils drei schnellsten Athleten – hellblau unterlegt – qualifizierten sich für das Viertelfinale am selben Tag. Auch aus den vier Viertelfinals kamen die jeweils drei besten Läufer – wiederum hellblau unterlegt – in die nächste Runde, das Halbfinale. In den Vorentscheidungen qualifizierten sich die drei Erstplatzierten – hellblau unterlegt – für das Finale. Die beiden Halbfinals und das Finale wurden am 3. August ausgetragen.
Anmerkung:

Die elektronische Zeitmessung wurde bei diesen Spielen bereits eingesetzt, war jedoch inoffiziell. Die offiziellen Zeiten ergaben sich alleine aus den handgestoppten Werten. Die hier angegebenen Laufzeiten sind die handgestoppten Ergebnisse aus dem offiziellen Bericht. Die inoffiziellen Resultate der elektrischen Zeitnahme sind, soweit vorhanden, in der Anmerkung aufgeführt.

## Vorläufe
Datum: 2. August 1932

### Vorlauf 1
| Platz | Name               | Nation          | Zeit   | Anmerkung |
| ----- | ------------------ | --------------- | ------ | --------- |
| 1     | Erich Borchmeyer   | Deutsches Reich | 22,1 s |           |
| 2     | Yoshioka Takayoshi | Japan           | 22,3 s |           |
| 3     | Stanley Engelhart  | Großbritannien  | k. A.  |           |

### Vorlauf 2
| Platz | Name            | Nation                | Zeit   | Anmerkung |
| ----- | --------------- | --------------------- | ------ | --------- |
| 1     | William Walters | Südafrikanische Union | 21,9 s |           |
| 2     | Eddie Tolan     | USA                   | 22,0 s |           |
| 3     | Stanley Fuller  | Großbritannien        | 22,4 s |           |
| 4     | Enrique Sánchez | Mexiko                | 22,8 s |           |

### Vorlauf 3

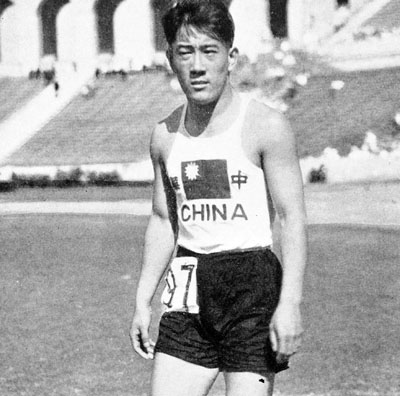
Liu Changchun – erster Teilnehmer der damaligen Republik China bei Olympischen Spielen – ausgeschieden als Vierter des dritten Vorlaufs

| Platz | Name           | Nation     | Zeit   | Anmerkung |
| ----- | -------------- | ---------- | ------ | --------- |
| 1     | Harold Wright  | Kanada     | 22,8 s |           |
| 2     | Ralph Metcalfe | USA        | 22,9 s |           |
| 3     | Stuart Black   | Neuseeland | 23,1 s |           |
| 4     | Liu Changchun  | China      | 23,4 s |           |

### Vorlauf 4
| Platz | Name           | Nation          | Zeit   | Anmerkung |
| ----- | -------------- | --------------- | ------ | --------- |
| 1     | Itaro Nakajima | Japan           | 22,2 s |           |
| 2     | Fritz Hendrix  | Deutsches Reich | 22,9 s |           |

### Vorlauf 5
| Platz | Name              | Nation      | Zeit   | Anmerkung |
| ----- | ----------------- | ----------- | ------ | --------- |
| 1     | Roberto Genta     | Argentinien | 25,3 s |           |
| 2     | Christiaan Berger | Niederlande | 26,1 s |           |
| 3     | George Simpson    | USA         | 29,0 s |           |

### Vorlauf 6
| Platz | Name             | Nation           | Zeit   | Anmerkung |
| ----- | ---------------- | ---------------- | ------ | --------- |
| 1     | Arthur Jonath    | Deutsches Reich  | 21,9 s |           |
| 2     | Allan Elliot     | Neuseeland       | 22,2 s |           |
| 3     | Carlos Bianchi   | Argentinien      | 22,3 s |           |
| 4     | Andrej Engel     | Tschechoslowakei | 22,3 s |           |
| 5     | Everardo Múzquiz | Mexiko           | 23,0 s |           |

### Vorlauf 7
| Platz | Name             | Nation                | Zeit   | Anmerkung |
| ----- | ---------------- | --------------------- | ------ | --------- |
| 1     | Birchall Pearson | Kanada                | 22,3 s |           |
| 2     | Daniel Joubert   | Südafrikanische Union | 22,3 s |           |
| 3     | Teiichi Nishi    | Japan                 | 22,4 s |           |
| 4     | Ronald Vernieux  | Britisch-Indien       | 22,4 s |           |

## Viertelfinale
Datum: 2. August 1932

### Lauf 1

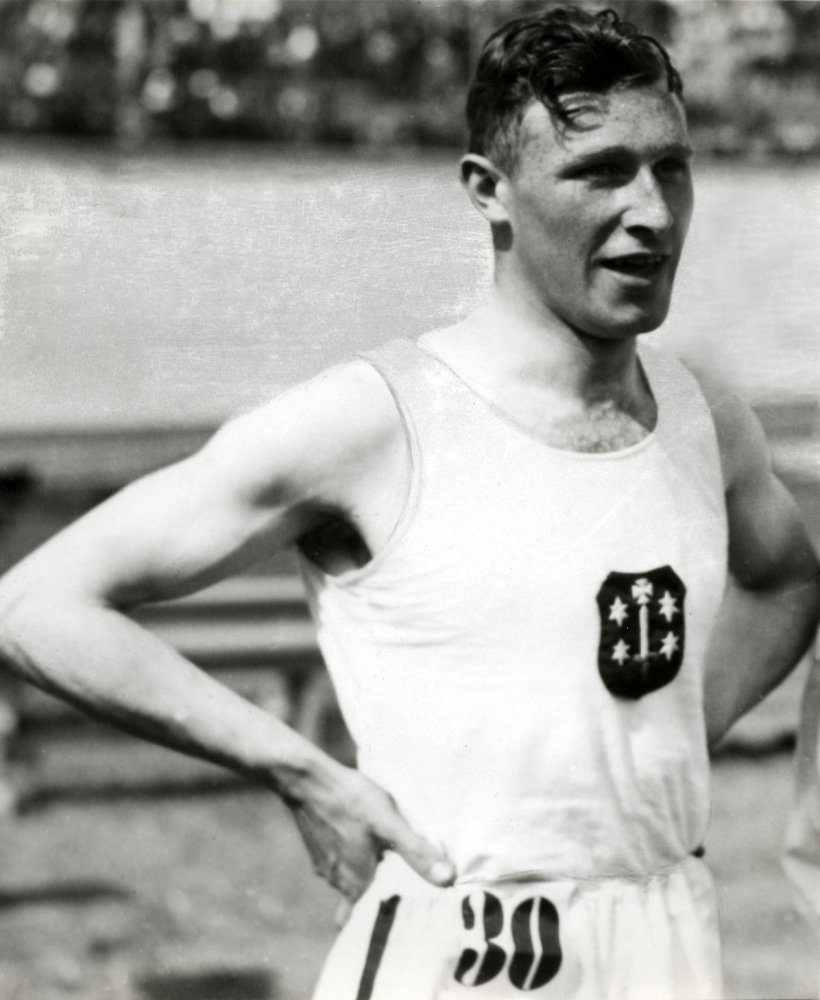
Christiaan Berger – Sprintdoppeleuropameister von 1934 – ausgeschieden als Fünfter des ersten Viertelfinals

| Platz | Name              | Nation                | Zeit   | Anmerkung |
| ----- | ----------------- | --------------------- | ------ | --------- |
| 1     | Ralph Metcalfe    | USA                   | 21,5 s | OR        |
| 2     | William Walters   | Südafrikanische Union | 21,5 s |           |
| 3     | Erich Borchmeyer  | Deutsches Reich       | 21,6 s |           |
| 4     | Itaro Nakajima    | Japan                 | 21,9 s |           |
| 5     | Christiaan Berger | Niederlande           | 22,0 s |           |

### Lauf 2
| Platz | Name             | Nation          | Zeit   | Anmerkung |
| ----- | ---------------- | --------------- | ------ | --------- |
| 1     | Eddie Tolan      | USA             | 21,5 s | ORe       |
| 2     | Birchall Pearson | Kanada          | 21,7 s |           |
| 3     | Roberto Genta    | Argentinien     | 21,8 s |           |
| 4     | Fritz Hendrix    | Deutsches Reich | 21,9 s |           |
| 5     | Stanley Fuller   | Großbritannien  | 22,0 s |           |

### Lauf 3

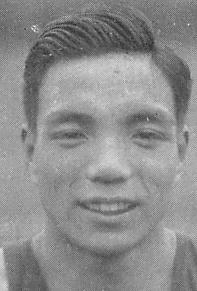
Yoshioka Takayoshi – ausgeschieden als Vierter des dritten Viertelfinals

| Platz | Name               | Nation                | Zeit   | Anmerkung |
| ----- | ------------------ | --------------------- | ------ | --------- |
| 1     | Carlos Bianchi     | Argentinien           | 21,4 s | OR        |
| 2     | George Simpson     | USA                   | 21,5 s |           |
| 3     | Daniel Joubert     | Südafrikanische Union | 21,7 s |           |
| 4     | Yoshioka Takayoshi | Japan                 | 21,8 s |           |
| 5     | Stuart Black       | Neuseeland            | 22,0 s |           |

### Lauf 4
| Platz | Name              | Nation          | Zeit   | Anmerkung |
| ----- | ----------------- | --------------- | ------ | --------- |
| 1     | Arthur Jonath     | Deutsches Reich | 21,4 s | ORe       |
| 2     | Harold Wright     | Kanada          | 21,7 s |           |
| 3     | Allan Elliot      | Neuseeland      | 21,8 s |           |
| 4     | Stanley Engelhart | Großbritannien  | 21,9 s |           |
| 5     | Teiichi Nishi     | Japan           | 22,1 s |           |

## Halbfinale
Datum: 3. August 1932

### Lauf 1
| Platz | Name             | Nation                | Zeit   | Anmerkung |
| ----- | ---------------- | --------------------- | ------ | --------- |
| 1     | Ralph Metcalfe   | USA                   | 21,5 s |           |
| 2     | George Simpson   | USA                   | 21,5 s |           |
| 3     | Carlos Bianchi   | Argentinien           | 21,6 s |           |
| 4     | Daniel Joubert   | Südafrikanische Union | 21,7 s |           |
| 5     | Erich Borchmeyer | Deutsches Reich       | 21,8 s |           |
| 6     | Birchall Pearson | Kanada                | 21,9 s |           |

### Lauf 2
| Platz | Name            | Nation                | Zeit   | Anmerkung |
| ----- | --------------- | --------------------- | ------ | --------- |
| 1     | Arthur Jonath   | Deutsches Reich       | 21,5 s |           |
| 2     | William Walters | Südafrikanische Union | 21,7 s |           |
| 3     | Eddie Tolan     | USA                   | 21,7 s |           |
| 4     | Harold Wright   | Kanada                | 21,8 s |           |
| 5     | Allan Elliot    | Neuseeland            | 21,9 s |           |
| 6     | Roberto Genta   | Argentinien           | 22,0 s |           |

## Finale

Bildkomposition: 200-Meter-Zieleinlauf

Datum: 3. August 1932
| Platz | Name            | Nation                | Zeit   | Anmerkung                  |
| ----- | --------------- | --------------------- | ------ | -------------------------- |
| 1     | Eddie Tolan     | USA                   | 21,2 s | OR – elektronisch: 21,12 s |
| 2     | George Simpson  | USA                   | 21,4 s |                            |
| 3     | Ralph Metcalfe  | USA                   | 21,5 s |                            |
| 4     | Arthur Jonath   | Deutsches Reich       | 21,5 s |                            |
| 5     | Carlos Bianchi  | Argentinien           | 21,6 s |                            |
| 6     | William Walters | Südafrikanische Union | 21,9 s |                            |

Ralph Metcalfe, Silbermedaillengewinner über die 100 Meter, wurde über die längere Strecke stärker eingeschätzt als der 100-Meter-Olympiasieger Eddie Tolan. Tatsächlich wurde Metcalfe jedoch nur Dritter hinter Tolan und Teamkamerad George Simpson. Tolan war somit Doppelolympiasieger im Sprint. Spätere Filmanalysen des Rennens ergaben, dass Metcalfes Bahn anderthalb Meter länger war als die der anderen Läufer, weil ihm die falsche Ablaufmarke zugewiesen worden war. Ihm wurde ein Wiederholungsrennen angeboten, doch Metcalfe lehnte ab. Er meinte dazu, er hätte ja besser aufpassen können, und akzeptierte das Ergebnis. Die US-Amerikaner gewannen alle drei Medaillen, Vierter wurde nach seinem dritten Platz über 100 Meter der Deutsche Arthur Jonath.
Für die USA war es der sechste Erfolg im achten olympischen Finale über 200 Meter.

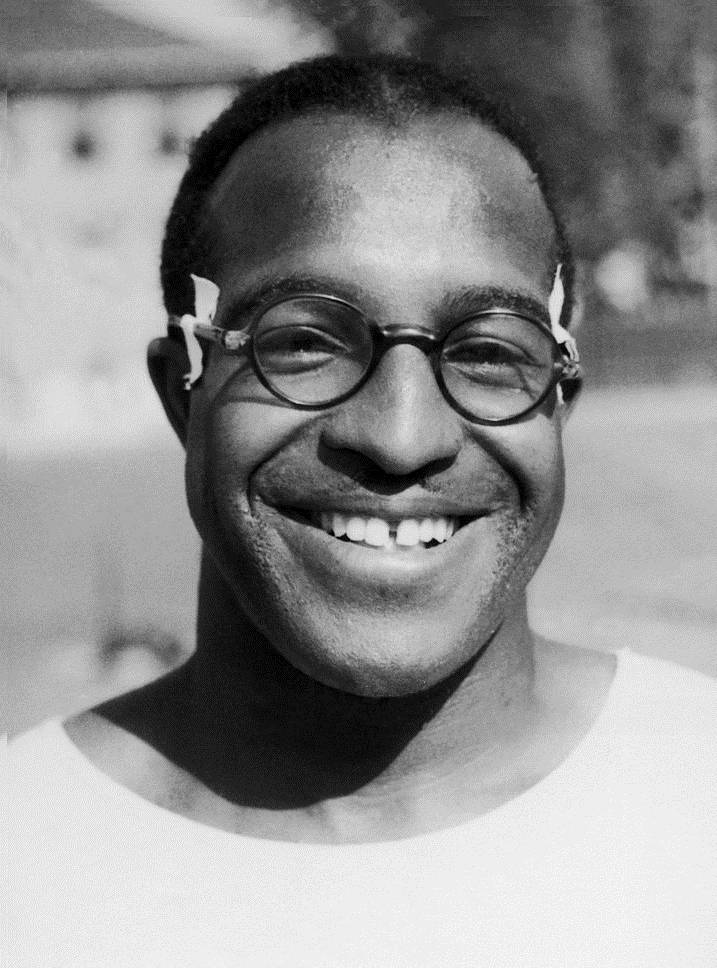
Olympiasieger Eddie Tolan
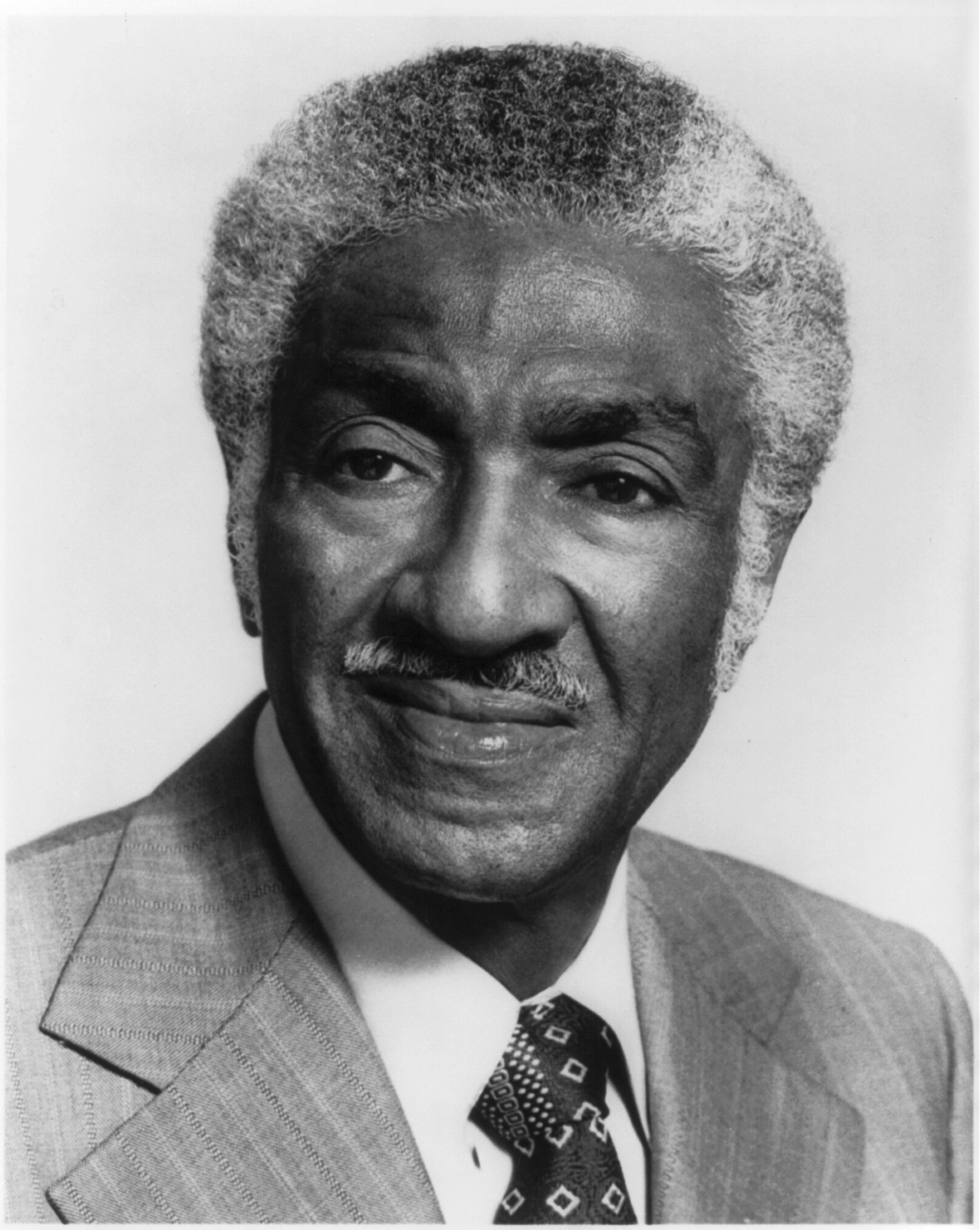
Bronzemedaillengewinner Ralph Metcalfe (hier im Jahr 1977) hatte wegen einer falschen Ablaufmarkierung circa eineinhalb Meter mehr zu laufen als seine Konkurrenten, verzichtete jedoch auf eine Rennwiederholung
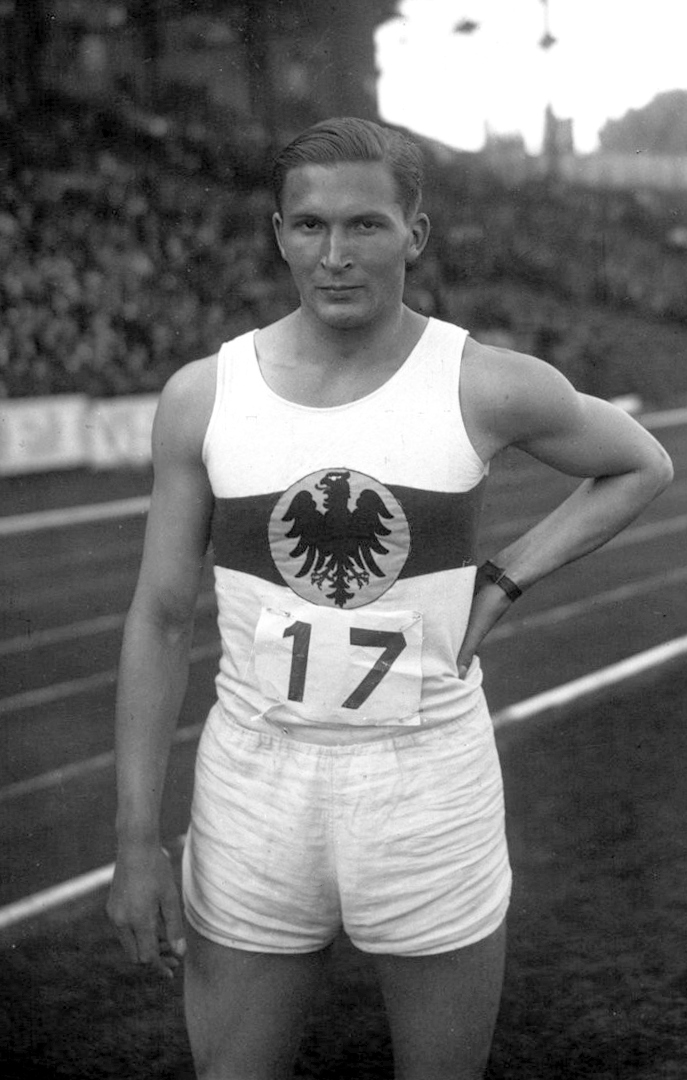
Arthur Jonath – Olympiadritter über 100 Meter – belegte Rang vier

## Video
- LOS ANGELES X OLYMPIC GAMES 1932 TRACK & FIELD SILENT NEWSREEL 86554b MD, Bereich: 17:22 min bis 17:53 min, youtube.com, abgerufen am 2. Juli 2021